# لوك بورغس (لاعب دوري الرغبي)
لوك بورغس (بالإنجليزية: Luke Burgess)‏ هو لاعب دوري الرغبي أسترالي، ولد في 20 فبراير 1987 في ويكفيلد في المملكة المتحدة.

## روابط خارجية
- لوك بورغس على موقع ItsRugby.co.uk (الإنجليزية)